# Стефан Банах
Стефан Ба̀нах (на полски: Stefan Banach) е един от най-изтъкнатите полски математици, признат за основоположник на съвременния функционален анализ и основател на Лвовската математическа школа. Той е академик на Полската академия на науките и член-кореспондент на Академията на науките на УССР.

## Биография
Банах е роден в Краков на 30 март 1892 г. Баща му Стефан Грецек – единственият роднина, който Стефан познавал, не сключва брак с майка му Катажина Банах, която изчезва няколко дни след раждането на детето. В кръщелното свидетелство Стефан е записан с фамилното име на майка си и когато пораства, прави опити да я намери, но безуспешно, тъй като и бащата пазел тайната на самоличността на майката. От баща си Стефан никога не срещна финансова подкрепа или родителска обич (в статията е изказано твърдение, противоречащо на това, но основаващо се на мнение на бащата).
Учи в краковската гимназия „Хенрих Сенкевич“, където негов съученик и приятел е Витолд Вилкош (Witold Wilkosz), по-късно професор по математика. Математиката се харесва и удава и на двамата, но при завършването си те решили, че тя е вече толкова добре разработена област, че няма да им предложи възможност за по-нататъшна реализация. Така Вилкош избира да продължи с източни филологии, а Банах – с инженерство.
През 1914 г. Банах завършва Лвовския технически университет, като междувременно дава частни уроци по математика, за да се издържа. През същата година избухва Първата световна война, но той е освободен от служба поради слабо зрение. По време на войната се прехранва, като строи пътища и преподава в училища в Краков, но намира време и да слуша лекции в Ягелонския университет. През пролетта на 1916 г. случайна среща между Банах и математика Хуго Щайнхаус се оказва съдбовна: Щайнхаус споделя с Банах математически проблем, който го занимавал от известно време и след няколко дни Банах му представя решението. Двамата пишат съвместна статия, която е публикувана в бюлетина на Краковската академия едва след края на войната, през 1918 г. Банах обаче вече е осъзнал перспективите си на изследовател и започва усилено да описва резултатите си. Щайнхаус изиграва и друга важна роля в живота на Банах, като го запознава с Луся Браус, с която Банах сключва брак в Закопане през 1920 г.
По инициатива на Щайнхаус през 1919 г. е основано Краковското математическо дружество, което една година по-късно прераства в Полско математическо дружество. Банах изнася доклади пред членовете му и получава покана да води упражнения в Лвовския технически университет. Въпреки че не е завършил университетско образование по математика, Банах успява да си издейства да се яви на процедура за доцент с дисертация върху операциите над абстрактни множества и техните приложения в интегралните уравнения, с научен ръководител Антони Ломницки. За тази дисертация, защитена през април 1922 г., понякога се казва, че бележи началото на функционалния анализ.
През 1924 г. Банах става професор и прекарва академичната 1924/25 г. в Париж. Той е сред основателите на 2 полски математически издания. През 1929 г. заедно с Щайнхаус започват да публикуват „Студия Математика“, а през 1931 г. двамата, съвместно с Кнастер, Куратовски, Мазуркевич и Серпински, започват серията „Математически монографии“. В периода 1927 – 1934 г. Банах и Куратовски, които са били колеги и в университета, пишат голям брой съвместни математически статии.
В годините преди началото на Втората световна война Стефан Банах активно си сътрудничи със съветски математици. Това му помага след окупацията на Полша от СССР да запази поста си в Лвовския университет и да стане декан на математическия факултет. През 1939 г. е избран за председател на Полското математическо общество и е удостоен с голямата награда на Полската академия на науките.
През 1941 г. обаче Лвов попада под нацистка окупация и Банах е арестуван и подложен на унижения: принуден е да гледа животни и да храни с кръвта си въшки в институт за изследване на тифуса. Животът му обаче е пощаден, за разлика от много други полски учени, включително и на дипломния му ръководител Ломницки, разстрелян в нощта на 3 юли 1941 г. Три години по-късно съветските войски слагат край на нацистката окупация на Лвов и Банах се завръща към преподаването, ставайки отново декан на факултета. Скоро след това обаче е диагностициран с рак на белите дробове и умира на 31 август 1945 г.

## Приноси и признания
Стефан Банах е основоположник на съвременния функционален анализ. Трудовете му са станали класически и се включват във всеки учебник по тази дисциплина. Основните му приноси са към теорията на топологичните векторни пространства, теория на мярката, теория на множествата и интегралното смятане.
В дисертацията си от 1920 г. дефинира важен клас абстрактни пространства, наречени от Морис Фреше в негова чест „банахови пространства“. Резултатите му в тази насока представляват обобщения на работите върху интегрални уравнения на Вито Волтера, Ерик Ивар Фредхолм и Давид Хилберт.
Банах има приноси и в теорията на обикновените диференциални уравнения и теорията на функциите на комплексни променливи.
Няколко понятия са наречени на негово име:
- банахово пространство, банахова алгебра, банахова решетка;
- теорема на Банах-Щайнхаус, съвместно с Хуго Щайнхаус;
- теорема на Хан-Банах, съвместно с Ханс Хан;
- парадокс на Банах-Тарски, съвместно с Алфред Тарски.

В чест на Банах е наречена улица в Лвов, а Полското математическо общество е учредило награда на негово име.